# GfK
GfK è il più grande istituto di ricerche di mercato tedesco. Fornisce dati e intelligence all'industria dei beni di consumo e ha sede a Norimberga, in Germania. L'azienda è una filiale di NIQ.

## Storia
GfK è stata fondata con il nome di GfK-Nürnberg Gesellschaft für Konsumforschung e. V. nel 1934 da docenti universitari di Norimberga, tra cui il futuro ministro tedesco dell'economia e cancelliere federale Ludwig Erhard. Il concetto è stato sviluppato dal co-fondatore Wilhelm Vershofen.
Inizialmente, l'associazione ha condotto 71 studi diversi, tra cui: conoscenza dei marchi; cura della persona e consumo di sapone in Germania; struttura del consumo di bevande in Germania; pazienti e farmaci.
Dopo la guerra, le attività della GfK dal 1934 al 1945 furono oggetto di indagine da parte delle potenze occupanti americane. A seguito di questa indagine, nel 1947 la GfK ricevette una licenza per continuare le sue attività.
Nel 1984, le attività commerciali sono state scorporate in GfK GmbH, rinominata GfK AG il 23 gennaio 1990. A quel tempo, la "GfK Association" si limitava a promuovere ricerche di mercato e di vendita. Nel 2010, l'azienda è stata la quarta società di ricerche di mercato al mondo per fatturato.
Nel dicembre 2016, la società di investimento americana Kohlberg Kravis Roberts ha presentato un'offerta pubblica di acquisto per il 18,54% delle azioni della società. Da marzo 2017, la maggioranza di GfK SE (96,7%) è detenuta dal fondo di investimento Acceleratio Capital N.V., una holding di KKR.
Nell'autunno del 2018, il concorrente francese di GfK, Ipsos, ha acquisito una divisione di GfK con 1.000 dipendenti che si occupano di progetti specifici per il cliente per 105 milioni di euro. Nel 2020, GfK ha lanciato gfknewron, una nuova piattaforma basata sull'intelligenza artificiale. Pertanto, i clienti possono accedere ai dati pertinenti in tempo reale e ricevere raccomandazioni per l'azione basata sulle previsioni.
Nel luglio 2023, NIQ  (ex parte di Nielsen Holdings), una società statunitense di ricerche di mercato e consumer intelligence di proprietà di Advent International, ha ottenuto l'approvazione dell'Unione Europea per l'acquisizione di GfK dopo un'indagine antitrust iniziata nel giugno 2023. Questa approvazione è stata concessa dopo la vendita, sempre nel luglio 2023, della sua attività di panel di consumatori alla società di ricerche di mercato britannica YouGov.